# Heut’ kommt der Hans zu mir
Heut’ kommt der Hans zu mir ist ein Kanon, der spätestens 1937 in Liederbüchern nachgewiesen ist. Die Melodie nach dem mündlich tradierten Kanon Himmel und Erde müssen vergeh’n, aber die Musici, aber die Musici, aber die Musici bleiben besteh’n. Die Kanons unterscheiden sich aufgrund der Textanpassungen von der Aufspaltung der Viertelnoten nach dem vierten Takt in Achtelnoten. Heut’ kommt der Hans zu mir findet vornehmlich Verbreitung in Bayern, da der Kanon einen regionalen Bezug zum Ammergau bzw. den Ammergauer Alpen aufweist, jeweils verbunden mit der Frage ob in verschiedenen Situationen der Weg über Ober- oder Unterammergau zu nehmen sei. Überliefert sind auch weitere – teils scherzhafte – Variationen mit und ohne Bezug auf die beiden bayerischen Orte.
Ein von Fritz Bachmann im Jahr 1958 eingerichtetes Quodlibet schließt an ein Kanon-Quodlibet an, welches Fritz Jöde in seinem Liederbuch Der Pott (Wolfenbüttel 1936), in dem die Kanons Himmel und Erde müssen vergeh’n, C-a-f-f-e-e  und Es tönen die Lieder nacheinander angestimmt und schließlich parallel zueinander gesungen werden, publiziert hatte. Bachmann nutzte für sein Quodlibet die gleichen drei Kanon-Melodien, versah jedoch die erste Zeile Himmel und Erde müssen vergeh’n mit dem Text Heut’ kommt der Hans zu mir, freut sich die Lies’ und fügte als vierte Weise noch das Volkslied Hab' mein' Wage vollgelade, welches selbst kein Kanon ist, hinzu.

## Text und Melodie
Die früheste belegbare Textierung in gedruckter Form ist in dem 1937 erschienenen Werk Liederblatt der Hitlerjugend – 3. Jahresband (53-64) von Georg Stumme zu finden:

## Textvarianten
Neben der bekannten ersten Strophe sind weitere Strophen des Liedes überliefert:
Ob er aber über Oberammergau erscheint,

der gelbe Mond, der gelbe Mond,

der gelbe Mond, das weiß man nicht.
Heut geht die Lies mit mir zum Schützenfest.

Ob sie aber über Oberammergau oder aber über Unterammergau

oder aber überhaupt net geht, steht noch net fest.

Wenn die Uhr zwölfe schlagt, gehn wir nach Haus.

Ob wir aber über Oberammergau oder aber über Unterammergau

oder aber überhaupt net gehn, ist noch net raus.
Überliefert sind auch scherzhafte Variationen ohne Bezug auf die beiden bayerischen Orte:
Hans isst gern Schweizerkäs ohne Gebiss.

Ob er aber mit dem Oberkiefer kaut, oder aber mit dem Unterkiefer kaut,

oder aber überhaupt nicht kaut, das is net g’wiss.

Hans muss zum Militär, man sagt ihm: „Schieß!“

Ob er aber nun den Oberoffizier, oder aber nur den Unteroffizier

oder aber überhaupt nicht trifft, das is net g’wiss.

## Trivia
Die Biermösl Blosn verwenden den Oberammergau/Unterammergau Refrain des Liedes in ihrem Stück Da Russ.